# خشخاش غامض
خشخاش غامض (الاسم العلمي: Papaver ambiguum) هي نوع نباتي يتبع جنس الخشخاش من الفصيلة الخشخاشية.  